# Frosinone
Frosinone este un oraș în Italia, din Valea Latină, cu o populație de 47.509 de locuitori (2002).

## Demografie
Frosinone - evoluția demografică

|  | Graficele sunt indisponibile din cauza unor probleme tehnice. Mai multe informații se găsesc la Phabricator și la wiki-ul MediaWiki. |

Date: Recensăminte sau birourile de statistică - grafică realizată de Wikipedia

## Personalități născute aici
- Gian Carlo Riccardi (1933 - 2015), artist plastic, regizor de teatru, scriitor.